# يوسف يعقوب مسكوني
يوسف يعقوب مسكوني (16 أكتوبر 1903 - 11 أبريل 1971) مدرس وباحث تاريخ وكاتب عراقي. 

## حياته وعمله
ولد في الموصل يوم 16 أكتوبر 1903 توفي والده وهو ما زال في سن مبكرة، وقد كفله خاله وجدته لأمه، وبعد الاحتلال الإنكليزي للموصل دخل مدرسة شمعون الصفا الابتدائية في الموصل لطائفة الكلدان الكاثوليك وبعد انتهاء الدراسة الابتدائية هاجر إلى بغداد في سنة 1923 ودخل دار المعلمين الابتدائية وتجرّخ فيها سنة 1926. تنقل للتعليم في مدارس كثيرة حتى أوائل سنة 1944، في المقدادية والأعظمية والخالص وبغداد. ثم نقل إلى وزارة المعارف ملاحظاً للمكتبة عام 1944 فمترجماً للّغة الإنكليزية 1949. وقد انتخب في عام 1955م عضواً في رابطة الأدب الحديث بالقاهرة. اعتزل الخدمة في سنة 1963. توفي ببغداد في 11 أبريل 1971.

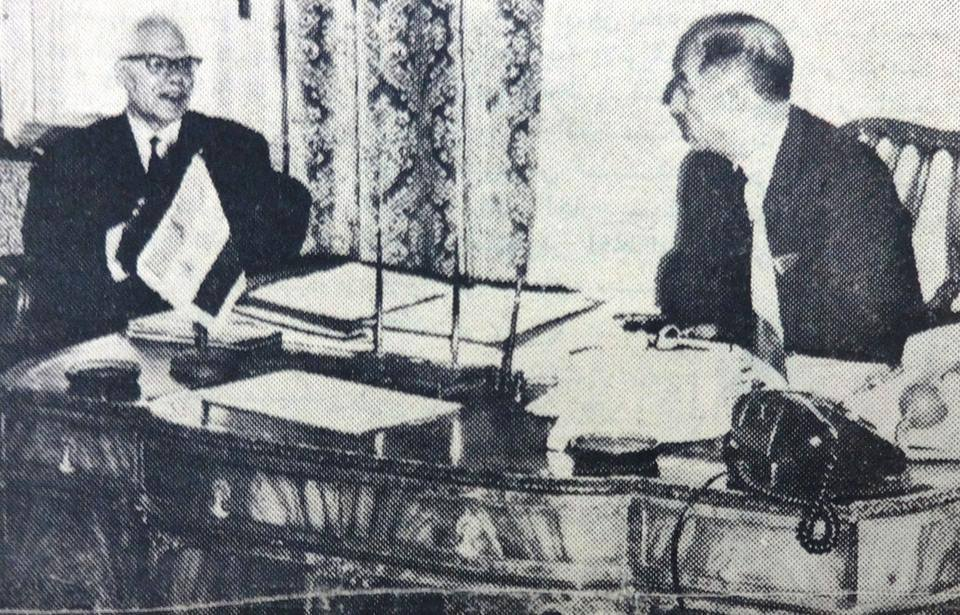
الرئيس العراقي أحمد حسن البكر يستقبل يوسف مسكوني في القصر الجمهوري

وأسرة آل مسكوني من الأسر المسيحية في بغداد، والتي أصلها من مدينة الموصل، ثم سكنت بغداد، ولها مجلس يعرف بمجلس آل مسكوني، يحضرهُ العلماء والأدباء في محلة السنك.

## مؤلفاته
- من عبقريات نساء القرن التاسع عشر: (1946)
- مدن العرق القديمة: ترجمة عن الإنكليزية لدوروثي ماكاي، عام 1932.
- شخصيات القدر: بالاشتراك مع الدكتور مصطفى جواد، 1963
- الألحان والتراتيل الآرامية والعربية: 1965.
- نصارى كسكر وواسط قبيل الإسلام: 1964.
- سبط ابن التعاويذي: 1959.
- فتح العرب للصين: مقالة ترجمة عن الدكتور دنلوب، 1968.

ومن الكتب التي حققها ونشرها:
- رسالة في حوادث الجو للكندي: 1965.
- رسائل في النحو واللغة: لابن فارس والرماني، بالاشتراك مع الدكتور مصطفى جواد، 1969.
- كتاب الفاضل في صفة الأدبِ الكامل: لمحمد بن أحمد الوشاء، 1971.

وكتب عدا ذلك كتاباً جامعاً عن واسط مدينة الحجّاج ومقالات وبحوثاً كثيرة عن الأدباء والأدب وأصحاب المقامات ومغنيات صدر الإسلام. وقد جمع مكتبة خاصة زاخرة بالمطبوعات والمخطوطات اشتراها المتحف العراقي بعد وفاته.